# Budova vydavatelství Politika
Budova vydavatelství Politika je dům postavený v novobarokním stylu na Václavském náměstí, na adrese č. p. 835/15, 110 00 na Novém Městě, Praha 1 na původní parcele domu U Štočků jako sídlo společnosti Tiskařský a vydavatelský závod Politika a posléze i redakcí deníků Politik a Národní politika.

## Historie

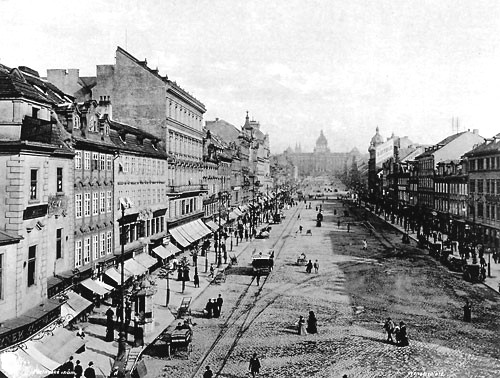
Václavské náměstí v posledních letech 19. století, na levé straně patrná budova vydavatelství Politika

### Vydavatelství Politika
Na parcele původně stál barokní dům U Štočků s hostincem, kterých byla tehdy na Václavském náměstí celá řada. V 90. letech 19. století zakoupil dům i se sousední stavbou architekt a majitel vydavatelství Politika Vilém Tierhier, který se na jeho místě rozhodl vystavět novou moderní budovu. Ta byla postavena v letech 1894 až 1895, v době svého dokončení se jednalo o jednu z nejhonosnějších budov na Václavském náměstí. Autorem návrhu byl velmi pravděpodobně sám Tierhier, který je mj. doloženým autorem návrhu budovy na nedaleké parcele na náměstí č.p. 12 a vedlejšího Peterkova domu (spolu s Janem Kotěrou).
Sídlil zde v němčině vydávaný deník Politik, od roku 1900 pak i redakce Národní politiky. Působila zde řada významných osobností české žurnalistiky spojené se jmény listů vydavatelství, jako například Josef Hais Týnecký, Miloš Čtrnáctý, Antonín Rouček, Lev Borský (Leo Bondy), František Sekanina, Mořic Bloch, Ludvík Bratršovský a další.
Na vedlejší parcele č.o. 13 byl roku 1910 přistavěn dům o obdobných proporcích, který s budovou vydavatelství sdílí průjezd a je s ní propojen i ve vyšších patrech. Dům byl rovněž vybaven telefonem.

### Vznik Československa
28. října 1918 byla v dopoledních hodinách z balkonu budovy oznámena veřejnosti zpráva o uznání podmínek míru Rakousko-Uherskem. Podmínky obsahovaly i uznání autonomie národů Rakousko-Uherska, které si lid vyložil jako uznání nezávislosti Československa. Tato zpráva se stala impulsem k živelným demonstracím, při nichž lid jásal v ulicích a ničil symboly Rakousko-Uherska. Na připomínku této události byla na budově posléze umístěna pamětní deska.
V roce 1929 zde byla umístěna tehdy největší rotačka v republice. Redakce Národní politiky zde sídlila patrně až do roku 1945, kdy deník zanikl.

### Po roce 1948
Po únorovém převratu roku 1948 byl dům znárodněn. Tiskárnu využíval národní podnik Mír k tisku deníku Práce. Přízemí domu bylo využito jako prodejna. Po roce 1989 prošla budova č.p. 835 restitučním řízením. Provoz tiskárny byl vystěhován v devadesátých letech, přízemí od roku 2005 využívala galerie. Majitel dlouhodobě využívá přízemní prostory jako komerční prodejní plochu, vyšší patra jsou prázdná (2021).
Budova je součástí komplexu Savarin. Dvorní budovy tiskárenského provozu byly zdemolovány v roce 2016.

## Popis
Dům s přízemím a čtyřmi nadzemními patry je vystavěn v novobarokním stylu. V ose stavby se nachází několikaúrovňový, lehce předsunutý portál, v prvním patře s otevřeným balkonem, na vrcholu zakončený stanovou plechovou střechou s několikačetným symbolem písmene P. Fasáda a římsy jsou vyzdobeny štukovými ornamenty, včetně data výstavby. Budova dříve nesla také rozměrné nápisy Politika na štítu a postranních zdech.